# Учкус-Інканьян
Учкус-Інканьян (Uchkus Incañan) — давнє андське місто часів імперії інків Тауантінсую, що було важливим релігійним та адміністративним центром держави, де існували аграрна дослідницька «лабораторія» та астрономічна обсерваторія. Назва перекладається «Вільний шлях інків». Також його деякі вчені йменують «університетом інків». Є важливим археологічним комплексом Перу.

## Географія
Руїни міста розташовуються на висоті 3800 м над рівнем моря, на березі річки Ічу в сільській комуні Учкус району Яулі провінція Уанкавеліка регіону Уанкавеліка. На відстані 26 км від м. Уанкавеліка.

## Історія
Поселення на цьому місті було засновано в часи існування культури Чавін. Максимальний культурний розвиток міста відбувалося в 1200–1440 роки. Десь у 1460 році було підкорено військами Сапи Інки Пачакутека на чолі із його братом Капак Юпанкі й отримала назву Учкус-Інканьян, оскільки розташовувалася на важливій інкській дорозі. Деякий час використовувалася з військовою метою З розширення імперії місто перетворилося на релігійний, адміністративний та науковий центр Тауантінсую, входила до чверті Кунтісую.
Учкус-Інканьян залишився недоторканим в добу колоніалізму і за часи республіки.

## Опис
Територія Учкус-Інканьяна складається з 3 секторів. Перший — Коріміна був використаний для сільськогосподарських експериментів із насіннєвих бульб і злаків. Коріміна являє собою невеликий пагорб у 60 м заввишки. Південніше від нього розташовані тераси, куди стікала вода з Хатун румі (Чотири канали) та Учуй румі (Один канал). Отриманні знання стосовно насіння, добрива, кількість зрошень передавали до найближчих провінцій-уамані. Водночас інки досліджувалися вміст та якість місцевих ґрунтів.
У другому — Інканьяні, що був за близько 500 м від Коріміна, розташовувалася астрономічна обсерваторія для вимірювання сонцестояння літа та зими. Вона має центральну точку для нагляду за небесними світилами та 4 двері, що спрямовані з півночі на південь і зі сходу на захід. Обсерваторія розташовувалася поряд із місцевим храмом Сонця. Тут також були зведені будівлі для кураки, 2 житлових корпуса для амаутів («мудреців») і жерців, 3 житла для слуг. Існував також підземний зрошувальний канал. Уся територія Інканьяна була оточена муром.
Третій — Чункана (на пагорбі за 200 м від палацу кураки) був церемоніальним центром, звідки де можна контролювати рух населення. Усі будівлі мають округлу форму. Присутні низка каналів і отворів різної форми, які могли слугувати дзеркалом з води для спостереження за сузір'ями. Отвори поєднували великі та маленькі канали. Канали надають ландшафту враження лабіринту.